# YellaWood 500
Le YellaWood 500 (anciennement 1000Bulbs.com 500, Alabama 500 ou Hellmann's 500) est une course automobile annuelle organisée par la NASCAR et comptant pour le championnat des NASCAR Cup Series. Elle se déroule sur le Talladega Superspeedway de Talladega dans l'état de l'Alabama aux États-Unis.
La course est une des quatre courses de NASCAR Cup Series courue avec plaques de restriction, les autres étant le GEICO 500 en mai, le Coke Zero 400 et le Daytona 500.
Jusqu'en 1996, cette course se déroulait normalement fin juillet ou début août. En 1997, elle est déplacée début octobre à cause des trop fortes températures et des orages d'été parfois imprévisibles dans la région de l'Alabama. En 2009, la course est de nouveau déplacée et est courue le 1er novembre dans le cadre d'un accord de réalignement avec les courses d'Atlanta et de Fontana (Fontana devenant une course du Chase et Atlanta devenant la course du weekend de la fête du travail).
Cette course a été en moyenne la plus compétitive de l'histoire de NASCAR. Elle a connu 40 changements officiels de leader en 1971, 1973, 1975-1978, 1983-1984, 1989, 2000, et chaque année dans la période couvrant les courses 2003 à 2012. Dans 13 cas, la course a dépassé les 60 changements de leader. Celle de 2010 détient le record de 87 changements de leader pour ce circuit, soit un de moins que le record NASCAR établi en lors d'une course en avril.

## La course
Elle est longue de 500 milles (805 km) effectués en 188 tours.
Les premier et second segments comptent 55 tours et le troisième, 78.
Dale Earnhardt détient le record du plus grand nombre de victoires (7). Au niveau des écuries, c'est la Richard Childress Racing qui le détient avec 8 victoires et pour les manufacturiers, c'est Chevrolet avec 21 victoires.

## Le circuit
Le Talladega Superspeedway possède un revêtement en asphalte. La piste est longue de 2,66 milles (4,3 km) et possède quatre virages.
Les virages no 1 et no 2 possèdent une inclinaison de 33°, le no 3 de 32,4°, le no 4 d 32,5°, la ligne droite avant de 6,5° et la ligne droite arrière de 3°.

## Logos

AMP Energy 500 (2008-2010)
1000Bulbs.com 500 (2018-2019)
YellaWood 500 (depuis 2020)

## Palmarès
| Année | Date             | Pilote              | Écurie                      | Châssis    | Course | Course           | Course          | Course             | Note       |
| ----- | ---------------- | ------------------- | --------------------------- | ---------- | ------ | ---------------- | --------------- | ------------------ | ---------- |
| Année | Date             | Pilote              | Écurie                      | Châssis    | Tours  | Miles (km)       | Durée           | Moyenne (miles/hr) | Note       |
| 1969  | 14 septembre     | Richard Brickhouse  | Ray Nichels                 | Dodge      | 188    | 500,08 (804,8)   | 3 h 15 min 07 s | 153,778            |            |
| 1970  | 23 août          | Pete Hamilton       | Petty Enterprises           | Plymouth   | 188    | 500,08 (804,8)   | 3 h 09 min 17 s | 158,517            |            |
| 1971  | 22 août          | Bobby Allison       | Holman-Moody                | Mercury    | 188    | 500,08 (804,8)   | 3 h 25 min 38 s | 145,945            |            |
| 1972  | 6 août           | James Hylton        | James Hylton                | Mercury    | 188    | 500,08 (804,8)   | 3 h 22 min 09 s | 148,728            |            |
| 1973  | 12 août          | Dick Brooks         | Crawford Brothers           | Plymouth   | 188    | 500,08 (804,8)   | 3 h 26 min 17 s | 145,454            |            |
| 1974  | 11 août          | Richard Petty       | Petty Enterprises           | Dodge      | 188    | 500,08 (804,8)   | 3 h 21 min 52 s | 148,637            |            |
| 1975  | 17 août          | Buddy Baker         | Bud Moore Engineering       | Ford       | 188    | 500,08 (804,8)   | 3 h 49 min 14 s | 130,892            |            |
| 1976  | 8 août           | Dave Marcis         | Nord Krauskopf              | Dodge      | 188    | 500,08 (804,8)   | 3 h 10 min 27 s | 157,547            |            |
| 1977  | 7 août           | Donnie Allison      | Hoss Ellington              | Chevrolet  | 188    | 500,08 (804,8)   | 3 h 04 min 37 s | 162,524            |            |
| 1978  | 6 août           | Lennie Pond         | Harry Rainer                | Oldsmobile | 188    | 500,08 (804,8)   | 2 h 51 min 43 s | 174,700            |            |
| 1979  | 5 août           | Darrell Waltrip     | DiGard Motorsports          | Oldsmobile | 188    | 500,08 (804,8)   | 3 h 06 min 06 s | 161,229            |            |
| 1980  | 3 août           | Neil Bonnett (en)   | Wood Brothers Racing        | Mercury    | 188    | 500,08 (804,8)   | 2 h 59 min 47 s | 166,894            |            |
| 1981  | 2 août           | Ron Bouchard        | Jack Beebe                  | Buick      | 188    | 500,08 (804,8)   | 3 h 11 min 24 s | 156,737            |            |
| 1982  | 1er août         | Darrell Waltrip     | Junior Johnson & Associates | Buick      | 188    | 500,08 (804,8)   | 2 h 58 min 26 s | 168,157            |            |
| 1983  | 31 juillet       | Dale Earnhardt      | Bud Moore Engineering       | Ford       | 188    | 500,08 (804,8)   | 2 h 55 min 52 s | 170,611            |            |
| 1984  | 29 juillet       | Dale Earnhardt      | Richard Childress Racing    | Chevrolet  | 188    | 500,08 (804,8)   | 3 h 12 min 04 s | 155,485            |            |
| 1985  | 28 juillet       | Cale Yarborough     | Harry Rainer                | Ford       | 188    | 500,08 (804,8)   | 3 h 21 min 41 s | 148,772            |            |
| 1986  | 27 juillet       | Bobby Hillin Jr.    | Stavola Brothers Racing     | Buick      | 188    | 500,08 (804,8)   | 3 h 17 min 59 s | 151,522            |            |
| 1987  | 26 juillet       | Bill Elliott        | Melling Racing              | Ford       | 188    | 500,08 (804,8)   | 2 h 55 min 10 s | 171,293            |            |
| 1988  | 31 juillet       | Ken Schrader        | Hendrick Motorsports        | Chevrolet  | 188    | 500,08 (804,8)   | 3 h 14 min 12 s | 154,505            |            |
| 1989  | 30 juillet       | Terry Labonte       | Junior Johnson & Associates | Ford       | 188    | 500,08 (804,8)   | 3 h 10 min 41 s | 157,354            |            |
| 1990  | 29 juillet       | Dale Earnhardt      | Richard Childress Racing    | Chevrolet  | 188    | 500,08 (804,8)   | 2 h 52 min 01 s | 174,43             |            |
| 1991  | 28 juillet       | Dale Earnhardt      | Richard Childress Racing    | Chevrolet  | 188    | 500,08 (804,8)   | 3 h 23 min 35 s | 147,383            |            |
| 1992  | 26 juillet       | Ernie Irvan         | Morgan-McClure Motorsports  | Chevrolet  | 188    | 500,08 (804,8)   | 3 h 05 min 11 s | 176,309            |            |
| 1993  | 25 juillet       | Dale Earnhardt      | Richard Childress Racing    | Chevrolet  | 188    | 500,08 (804,8)   | 3 h 15 min 01 s | 153,858            |            |
| 1994  | 24 juillet       | Jimmy Spencer       | Junior Johnson & Associates | Ford       | 188    | 500,08 (804,8)   | 3 h 03 min 50 s | 163,217            |            |
| 1995  | 23 juillet       | Sterling Marlin     | Morgan-McClure Motorsports  | Chevrolet  | 188    | 500,08 (804,8)   | 2 h 53 min 15 s | 173,188            |            |
| 1996  | 28 juillet       | Jeff Gordon         | Hendrick Motorsports        | Chevrolet  | 129    | 343,14 (552,23)  | 2 h 34 min 21 s | 133,387            | [ Note 1 ] |
| 1997  | 12 octobre       | Terry Labonte       | Hendrick Motorsports        | Chevrolet  | 188    | 500,08 (804,8)   | 3 h 11 min 36 s | 156,601            |            |
| 1998  | 11 octobre       | Dale Jarrett        | Robert Yates Racing         | Ford       | 188    | 500,08 (804,8)   | 3 h 08 min 20 s | 159,318            |            |
| 1999  | 17 octobre       | Dale Earnhardt      | Richard Childress Racing    | Chevrolet  | 188    | 500,08 (804,8)   | 3 h 00 min 04 s | 166,632            |            |
| 2000  | 15 octobre       | Dale Earnhardt      | Richard Childress Racing    | Chevrolet  | 188    | 500,08 (804,8)   | 3 h 01 min 06 s | 165,681            | [ Note 2 ] |
| 2001  | 21 octobre       | Dale Earnhardt Jr.  | Dale Earnhardt, Inc.        | Chevrolet  | 188    | 500,08 (804,8)   | 3 h 02 min 45 s | 164,185            |            |
| 2002  | 6 octobre        | Dale Earnhardt Jr.  | Dale Earnhardt, Inc.        | Chevrolet  | 188    | 500,08 (804,8)   | 2 h 43 min 22 s | 183,665            |            |
| 2003  | 28 septembre     | Michael Waltrip     | Dale Earnhardt, Inc.        | Chevrolet  | 188    | 500,08 (804,8)   | 3 h 12 min 17 s | 156,045            |            |
| 2004  | 3 octobre        | Dale Earnhardt Jr.  | Dale Earnhardt, Inc.        | Chevrolet  | 188    | 500,08 (804,8)   | 3 h 11 min 12 s | 156,929            |            |
| 2005  | 2 octobre        | Dale Jarrett        | Robert Yates Racing         | Ford       | 190    | 505,4 (813,362)  | 3 h 30 min 51 s | 143,818            | [ Note 3 ] |
| 2006  | 8 octobre        | Brian Vickers       | Hendrick Motorsports        | Chevrolet  | 188    | 500,08 (804,8)   | 3 h 10 min 23 s | 157,602            |            |
| 2007  | 7 octobre        | Jeff Gordon         | Hendrick Motorsports        | Chevrolet  | 188    | 500,08 (804,8)   | 3 h 29 min 11 s | 143,438            |            |
| 2008  | 5 octobre        | Tony Stewart        | Joe Gibbs Racing            | Toyota     | 190    | 505,4 (813,362)  | 3 h 36 min 10 s | 140,281            | [ Note 3 ] |
| 2009  | 1er novembre     | Jamie McMurray      | Roush Fenway Racing         | Ford       | 191    | 508,06 (817,643) | 3 h 13 min 54 s | 157,213            | [ Note 3 ] |
| 2010  | 31 octobre       | Clint Bowyer        | Richard Childress Racing    | Chevrolet  | 188    | 500,08 (804,8)   | 3 h 03 min 23 s | 163,618            |            |
| 2011  | 23 octobre       | Clint Bowyer        | Richard Childress Racing    | Chevrolet  | 188    | 500,08 (804,8)   | 3 h 29 min 14 s | 143,404            |            |
| 2012  | 7 octobre        | Matt Kenseth        | Roush Fenway Racing         | Ford       | 189    | 502,74 (809,081) | 2 h 56 min 12 s | 171,194            | [ Note 3 ] |
| 2013  | 20 octobre       | Jamie McMurray      | Earnhardt Ganassi Racing    | Chevrolet  | 188    | 500,08 (804,8)   | 2 h 47 min 49 s | 178,795            |            |
| 2014  | 19 octobre       | Brad Keselowski     | Team Penske                 | Ford       | 194    | 516,04 (830,485) | 3 h 13 min 09 s | 160,302            | [ Note 3 ] |
| 2015  | 25 octobre       | Joey Logano         | Team Penske                 | Ford       | 196    | 521,36 (839,047) | 3 h 06 min 56 s | 167,311            | [ Note 3 ] |
| 2016  | 23 octobre       | Joey Logano         | Team Penske                 | Ford       | 192    | 510,72 (821,924) | 3 h 11 min 38 s | 159,905            | [ Note 3 ] |
| 2017  | 15 octobre       | Brad Keselowski     | Team Penske                 | Ford       | 188    | 500,08 (804,8)   | 3 h 47 min 52 s | 131,677            |            |
| 2018  | 14 octobre       | Aric Almirola       | Stewart-Haas Racing         | Ford       | 193    | 513,38 (826,04)  | 3 h 20 min 24 s | 153,707            | [ Note 3 ] |
| 2019  | 13 et 14 octobre | Ryan Blaney         | Team Penske                 | Ford       | 188    | 500,08 (804,8)   | 3 h 39 min 35 s | 136,644            | [ Note 4 ] |
| 2020  | 4 octobre        | Denny Hamlin        | Joe Gibbs Racing            | Toyota     | 200    | 532 (856)        | 4 h 05 min 58 s | 129,774            | [ Note 3 ] |
| 2021  | 4 octobre        | Bubba Wallace       | 23XI Racing                 | Toyota     | 117    | 311,22 (500,859) | 2 h 23 min 24 s | 130.218            | [ Note 5 ] |
| 2022  | 3 octobre        | Chase Elliott       | Hendrick Motorsports        | Chevrolet  | 188    | 500,08 (804,8)   | 3 h 15 min 23 s | 153,569            |            |
| 2023  | 1er octobre      | Ryan Blaney         | Team Penske                 | Ford       | 188    | 500,08 (804,8)   | 3 h 07 min 25 s | 160,097            |            |
| 2024  | 6 octobre        | Ricky Stenhouse Jr. | JTG Daugherty Racing        | Chevrolet  | 195*   | 518,7 (834,766)  | 3 h 26 min 24 s | 150,773            | [ Note 3 ] |

Notes :
1. ↑  Course raccourcie en raison de l'obscurité (la pluie et des drapeaux rouges ayant retardé la course).
2. ↑  76e et dernière victoire de Dale Earnhardt.
3. 1 2 3 4 5 6 7 8 9 10  Course prolongée en raison d'une arrivée Green-white-checker.
4. ↑  La course débute le dimanche mais est suspendue après 57 tours à cause de la pluie. Elle reprend et se termine le lundi
5. ↑  Course repoussée au lundi à la suite des conditions météorologiques (pluies).

## Pilotes multiples vainqueurs
| Nb. Vict. | Pilote             | Saison                                   |
| --------- | ------------------ | ---------------------------------------- |
| 7         | Dale Earnhardt     | 1983, 1984, 1990, 1991, 1993, 1999, 2000 |
| 3         | Dale Earnhardt Jr. | 2001, 2002, 2004                         |
| 2         | Darrell Waltrip    | 1979, 1982                               |
| 2         | Terry Labonte      | 1989, 1997                               |
| 2         | Dale Jarrett       | 1998, 2005                               |
| 2         | Jeff Gordon        | 1996, 2007                               |
| 2         | Clint Bowyer       | 2010, 2011                               |
| 2         | Jamie McMurray     | 2009, 2013                               |
| 2         | Joey Logano        | 2015, 2016                               |
| 2         | Brad Keselowski    | 2014, 2017                               |
| 2         | Ryan Blaney        | 2019, 2023                               |

## Écuries multiples gagnantes
| Nb. Vict. | Écurie                          | Saison                                         |
| --------- | ------------------------------- | ---------------------------------------------- |
| 8         | Richard Childress Racing        | 1984, 1990, 1991, 1993, 1999, 2000, 2010, 2011 |
| 6         | Hendrick Motorsports            | 1988, 1996, 1997, 2006, 2007, 2022             |
| 6         | Penske Racing                   | 2014, 2015, 2016, 2017, 2019, 2023             |
| 4         | Dale Earnhardt, Inc.            | 2001, 2002, 2003, 2004                         |
| 3         | Junior Johnson & Associates     | 1982, 1989, 1994                               |
| 2         | Petty Enterprises               | 1970, 1974                                     |
| 2         | Bud Moore Engineering           | 1975, 1983                                     |
| 2         | Ranier-Lundy (en)               | 1978, 1985                                     |
| 2         | Morgan-McClure Motorsports (en) | 1992, 1995                                     |
| 2         | Robert Yates Racing             | 1998, 2005                                     |
| 2         | Roush Fenway Racing             | 2009, 2012                                     |

## Victoires par marque de voiture
| Nb. Vict. | Marque     | Saison |
| --------- | ---------- | --- |
| 23        | Chevrolet  | 1977, 1984, 1988, 1990, 1991, 1992, 1993, 1995, 1996, 1997, 1999, 2000, 2001, 2002, 2003, 2004, 2006, 2007, 2010, 2011, 2013, 2022, 2024 |
| 17        | Ford       | 1975, 1983, 1985, 1987, 1989, 1994, 1998, 2005, 2009, 2012, 2014, 2015, 2016, 2017, 2018, 2019, 2023                                     |
| 3         | Dodge      | 1969, 1974, 1976 |
| 3         | Mercury    | 1971, 1972, 1980 |
| 3         | Buick      | 1981, 1982, 1986 |
| 3         | Toyota     | 2008, 2020, 2021 |
| 2         | Plymouth   | 1970, 1973 |
| 2         | Oldsmobile | 1978, 1979 |